# SG 500 Jagdfaust
L'SG 500 Jagdfaust è stato un cannone senza rinculo sperimentale antibombardiere progettato per l'uso nell'Me-163 "Komet" dalla Luftwaffe durante la seconda guerra mondiale.

## Caratteristiche
La caratteristica saliente del Komet, ovvero la sua velocità straordinaria rispetto agli standard degli aerei suoi contemporanei, aveva dimostrato all'atto pratico di porre grosse difficoltà ai piloti che si accingevano ad attaccare i bombardieri alleati.
I cannoni MK 108 montati sull'aereo, infatti, erano armi potenti ma dotate di una balistica non ottimale, e il differenziale di velocità coi lenti bombardieri rendeva estremamente difficile prendere una mira accurata. L'aereo poi aveva un'autonomia talmente limitata da rendere difficile un secondo passaggio.
L'SG 500 prevedeva che il pilota passasse in velocità sotto l'aereo da colpire. Una fotocellula, rilevando la sagoma scura del bombardiere contro il cielo, innescava il cannone, che faceva fuoco verso l'alto.
L'arma sparava un proiettile di artiglieria da 50 millimetri, montato in un tubo di lancio tenuto in posizione da un paio di spilli sottili. Cinque di questi tubi venivano montati in verticale lungo la fusoliera dell'aereo; la forza di reazione del colpo spezzava gli spilli e si dissipava accelerando verso il basso il tubo di lancio, quindi senza trasmettere il rinculo alla fusoliera.
Il progetto era un'ulteriore evoluzione dello Schräge Musik, lo schema di installazione di cannoni sparanti verso l'alto, ma con innesco manuale, ampiamente diffuso tra i caccia notturni della Luftwaffe.

## Impiego operativo
Al sistema è attribuita la distruzione di un unico bombardiere B-17 alleato. Nonostante le buone premesse, la guerra finì prima che l'arma potesse avere un impiego significativo.